# Celtis tenuifolia
Celtis tenuifolia är en hampväxtart som beskrevs av Thomas Nuttall. Celtis tenuifolia ingår i släktet Celtis och familjen hampväxter. Inga underarter finns listade i Catalogue of Life.

## Bildgalleri

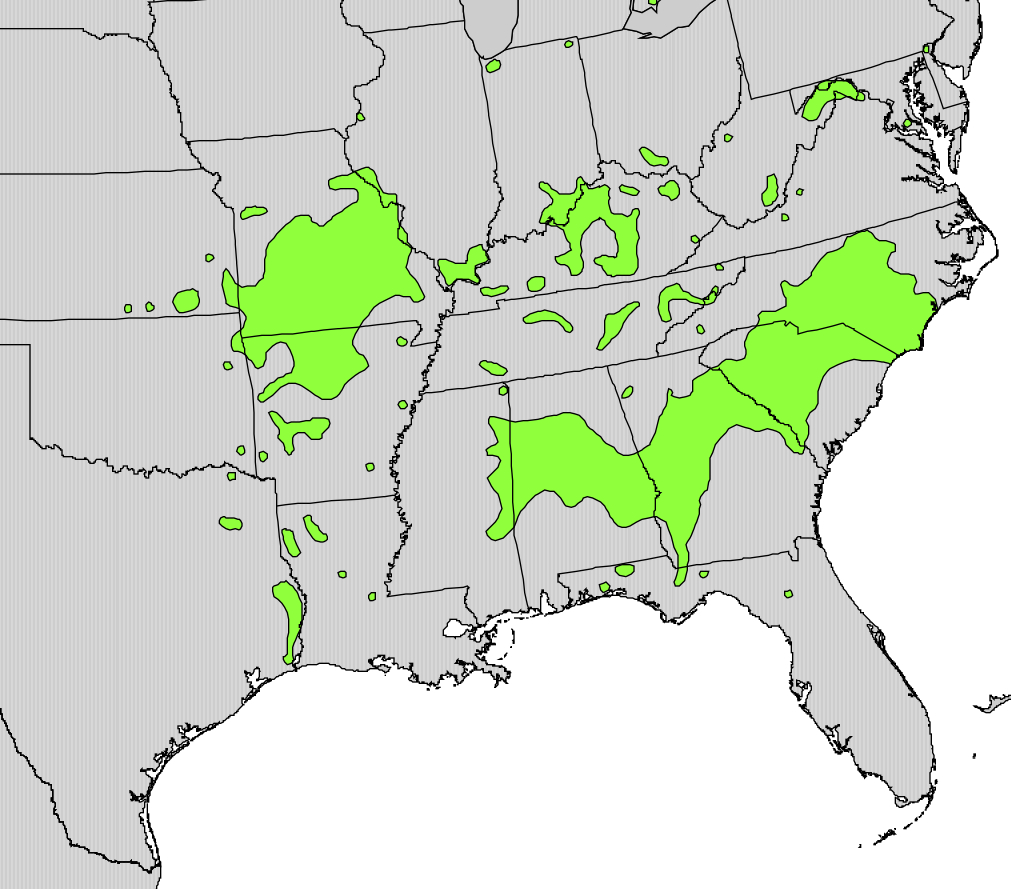